# (10688) Haghighipour
(10688) Haghighipour est un astéroïde de la ceinture principale.

## Description
(10688) Haghighipour est un astéroïde de la ceinture principale. Il fut découvert le 28 février 1981 à l'observatoire de Siding Spring par Schelte J. Bus. Il présente une orbite caractérisée par un demi-grand axe de 3,14 UA, une excentricité de 0,18 et une inclinaison de 9,6° par rapport à l'écliptique.